# 二硫代乙酸乙酯
二硫代乙酸乙酯是一种有机化合物，化学式为C4H8S2。它可以乙腈、乙硫醇和盐酸为原料反应，经碳酸钾处理后再与硫化氢反应制得；或由2,4-二乙硫基-1,3,2,4-二硫杂二磷杂环丁烷-2,4-二硫化物和乙酸反应得到。它和双(三氟甲基)二甲氨基硼反应，可以得到双(三氟甲基)(二甲胺)硼基二硫代乙酸乙酯。